# Rouseville
Rouseville és una població dels Estats Units a l'estat de Pennsilvània. Segons el cens del 2000 tenia 472 habitants.

## Demografia
Segons el cens del 2000, Rouseville tenia 472 habitants, 204 habitatges, i 137 famílies. La densitat de població era de 200,3 habitants/km².
Dels 204 habitatges en un 22,1% hi vivien nens de menys de 18 anys, en un 48,5% hi vivien parelles casades, en un 13,2% dones solteres, i en un 32,4% no eren unitats familiars. En el 29,9% dels habitatges hi vivien persones soles el 18,1% de les quals corresponia a persones de 65 anys o més que vivien soles. El nombre mitjà de persones vivint en cada habitatge era de 2,29 i el nombre mitjà de persones que vivien en cada família era de 2,76.
Per edats la població es repartia de la següent manera: un 20,8% tenia menys de 18 anys, un 5,9% entre 18 i 24, un 24,8% entre 25 i 44, un 23,1% de 45 a 60 i un 25,4% 65 anys o més.
L'edat mediana era de 44 anys. Per cada 100 dones de 18 o més anys hi havia 86,1 homes.
La renda mediana per habitatge era de 22.917$ i la renda mediana per família de 30.341$. Els homes tenien una renda mediana de 29.250$ mentre que les dones 18.125$. La renda per capita de la població era de 13.286$. Entorn del 16,3% de les famílies i el 25,2% de la població estaven per davall del llindar de pobresa.

## Poblacions més properes
El següent diagrama mostra les poblacions més properes.